# 五星乡 (宣城市)
五星乡，是中华人民共和国安徽省宣城市宣州区下辖的一个乡镇级行政单位。

## 行政区划
五星乡下辖以下地区：
永义村、庆丰村、万桥村、沟村和刘福村。